# Paul Gait
Paul Gait, né le 5 avril 1967 à Victoria (Colombie-Britannique), est un ancien joueur professionnel et entraîneur canadien de crosse (crosse en plein air et crosse en salle). Il a été élu meilleur joueur de la National Lacrosse League (2002) et a remporté une Coupe Steinfeld (2001). Il est le jumeau de Gary Gait.

## Palmarès enNational Lacrosse League
- Champion de NLL : 1994 et 1997
- Élu meilleur joueur de la saison : 2002.